# Cónsul menor
Un cónsul menor (cònsol menor, en catalán) es el segundo cargo público que se encuentra al frente de los comunes de Andorra, tras el cónsul mayor. Este puesto equivale al de teniente de alcalde en la mayoría de países. Los cónsules menores reciben el título de Honorable Señor.